# Tahalak Ujung Gading
Tahalak Ujung Gading is een bestuurslaag in het regentschap Tapanuli Selatan van de provincie Noord-Sumatra, Indonesië. Tahalak Ujung Gading telt 1137 inwoners (volkstelling 2010).